# Boris Władimirow
Boris Aleksandrowicz Władimirow (ros. Борис Александрович Владимиров, ur. 1 kwietnia?/14 kwietnia 1905 w Aleksandropolu (obecnie Giumri), zm. 1 maja 1978 w Moskwie) – radziecki generał porucznik.

## Życiorys
Od czerwca 1921 służył w Armii Czerwonej, w 1925 ukończył szkołę piechoty, był dowódcą plutonu, kompanii i batalionu, a od 1937 starszym wykładowcą taktyki na kursach doskonalenia kadry oficerskiej w Tomsku. W czerwcu 1941 został zastępcą dowódcy 365 pułku piechoty w Krasnojarsku, w lipcu-sierpniu 1941 był oficerem Syberyjskiego Okręgu Wojskowego w Nowosybirsku, potem szefem sztabu 143 Zapasowej Brygady w Krasnojarsku, a od grudnia 1941 dowódcą 140 Zapasowej Brygady Piechoty, z którą w lutym 1942 został skierowany na front. Uczestniczył w wojnie z Niemcami, od marca 1942 do kwietnia 1943 jako dowódca 140 Brygady Piechoty w składzie 54 Armii i 8 Armii na Froncie Leningradzkim i Wołchowskim, a od marca 1943 do maja 1945 dowódca 311 Dywizji Piechoty na Froncie Wołchowskim, od czerwca do sierpnia 1944 2 Białoruskim, od sierpnia do grudnia 1944 1 Nadbałtyckim, następnie 1 Białoruskim. Brał udział w operacji nowo-kiriszskiej, mgińskiej, kiriszskiej, nowogrodzko-łużskiej, połockiej, rieżycko-dwinskiej, nadbałtyckiej, wiślańsko-odrzańskiej, pomorskiej i berlińskiej. W maju 1942 został ranny. 2 listopada 1944 otrzymał stopień generała majora. W styczniu 1945 wyróżnił się podczas walk nad Wisłą i zajmowaniu Piły. W 1947 ukończył Wyższe Kursy Akademickie przy Wyższej Akademii Wojskowej im. Woroszyłowa, później dowodził korpusem piechoty i był zastępcą szefa sztabu wojsk powietrznodesantowych, 8 sierpnia 1955 został generałem porucznikiem, w 1960 został przeniesiony do rezerwy. Był honorowym obywatelem miasta Kiriszy. Został pochowany na Cmentarzu Wwiedieńskim.

## Odznaczenia
- Złota Gwiazda Bohatera Związku Radzieckiego (6 kwietnia 1945)
- Order Lenina (dwukrotnie w 1945)
- Order Czerwonego Sztandaru (trzykrotnie - 10 listopada 1943, 3 listopada 1944 i 15 listopada 1950)
- Order Suworowa II klasy (29 maja 1945)
- Order Wojny Ojczyźnianej II klasy (20 maja 1944)
- Medal jubileuszowy „XX lat Robotniczo-Chłopskiej Armii Czerwonej”
- Medal „Za obronę Leningradu”
- Medal „Za zwycięstwo nad Niemcami w Wielkiej Wojnie Ojczyźnianej 1941–1945”
- Medal „Za zdobycie Berlina”
- Legia Zasługi (USA)
- Krzyż Srebrny Orderu Virtuti Militari (Polska)

i inne.